# كارل مايكل ماركس
كارل مايكل ماركس (بالألمانية: Karl Michael Marx) (و. 1794 – 1864 م) هو كيميائي، وفيزيائي، وأستاذ جامعي من ألمانيا . ولد في كارلسروه .
توفي في براونشفايغ ، عن عمر يناهز 70 عاماً.

## مناصب وهيئات
أدار جامعة براونشفايغ التقنية.